# العد التنازلي (فلم 2019)
العد التنازلي (بالإنجليزية: Countdown) هو فيلم رعب أمريكي خارق للطبيعة لعام 2019 ، من إخراج وكتابة جاستين ديك وبطولة إليزابيث لايال وجوردان كالواي وتاليثا بيتمان وتيتشينا أرنولد وبي جاي بيرن بيتر فانسيلي وآن وينترس وتوم سيغورا. تتبع هذه المؤامرة مجموعة من الأشخاص الذين يكتشفون تطبيقًا محمولًا يخبر مستخدميه بشكل صحيح متى سيموتون. 

## الممثلين
- إليزابيث ليل بدور كوين هاريس، ممرضة مسجلة تم تعيينها حديثًا وأخت جوردان الكبرى. [2]
- جوردان كالواي بدور مات مونرو، الشاب الذي يلتقي به كوين في متجر الهاتف ويتعاونان لهزيمة أوزين.
- تاليثا بيتمان في دور جوردان هاريس، أخت كوين الصغرى، التي تنضم إلى كوين ومات لمحاربة الشيطان أوزين.
- تيشينا أرنولد بدور الممرضة إيمي، رئيسة المستشفى الذي يعمل فيه كوين.
- بي جي بيرن في دور الأب جون، وهو متحمس للشياطين يحاول مساعدة كوين ومات وجوردان في مواجهة أوزين.
- بيتر فاسينيلي في دور الدكتور سوليفان، رئيس كوين.
- آن وينترز في دور كورتني، صديقة إيفان.
- مات ليتشر في دور تشارلي هاريس، الأب الأرمل لكوين وجوردان.
- ديلون لين في دور إيفان، صديق كورتني.
- توم سيغورا بدور ديريك، عامل تقني يمكنه اختراق التطبيقات، بما في ذلك العد التنازلي.
- تشارلي ماكديرموت في دور سكوت
- كريستينا بازسيتسكي في دور كريسي
- جيني إليز ماي في دور ألي
- ماريسيلا زومبادو في دور كيت
- فالينتي رودريغيز في دور الأب ديفيد

## روابط خارجية
- مقالات تستعمل روابط فنية بلا صلة مع ويكي بيانات